# 吡啶-2,6-二甲酸氢锫(III)
吡啶-2,6-二甲酸氢锫(III)是一种配位化合物，化学式为Bk(C7H4NO4)3，或简写为Bk(HDPA)3。有文献对其结构进行理论计算，结果与实验值相符。

## 制备
将三氯化锫和过量的吡啶-2,6-二甲酸在1:1乙醇水溶液中于150°C进行水热反应，可以得到吡啶-2,6-二甲酸氢锫(III)的晶体。